# Nelson San Martín
Nelson Marcelo San Martín Arriagada  (Santiago, Chile, 17 de mayo de 1980) es un exfutbolista chileno que jugaba de mediocampista. Desarrolló gran parte de su carrera en el sudeste asiático. 

## Trayectoria
San Martín se formó en las inferiores de Universidad de Chile y debutó en 1999 como una de las promesas del cuadro laico que ese año ganaba el bicampeonato. Su juventud y la rotación que el equipo necesitaba para disputar torneos internacionales y locales le abrió la posibilidad de ser alternativa para el director técnico Cesar Vaccia.
En 2002 sería cedido a préstamo a Deportes Temuco, desempeñándose de forma positiva y logrando llegar a cuartos de final en el Apertura.
En 2003 se reintegra a Universidad de Chile, pero, al no tener éxito, emigra al C.D. Numancia de España en 2004. Con posterioridad regresa a Chile para fichar en Union San Felipe, donde fue una de las piezas importantes. Después se marcha a Estudiantes de Santander, en el ascenso mexicano, siendo uno de los más destacados de la plantilla, pero no logrando impedir que su equipo descendiera. Posteriormente, en 2006 vuelve a su país para integrarse al recién ascendido a Primera B, Curicó Unido, en 2006.
En 2006 recibe una oferta desde el desconocido Kedah FA del ascenso del fútbol de Malasia, donde se convertiría rápidamente en ídolo, logrando el bicampeonato en la Superliga, en la Copa de Malasia y en la FA Cup de Malasia, coronando 6 títulos en sólo 2 años. A fines de 2008 es forzado a emigrar del club debido a que una gran cantidad de futbolistas extranjeros integraban la liga malaya, y en 2009 se integra al Bangkok Glass de la Premier League de Tailandia, equipo con el cual conquistaría la Supercopa de ese país. Sin embargo, a fines de ese año termina contrato y emigra nuevamente.
Tuvo un paso por el Home United FC de la S.League de Singapur.
Nelson dejó el sudeste asiático y firmó con el club chileno Barnechea para la temporada 2011/12. Fue liberado por dicho equipo a mediados de 2012 después de una mala temporada con el club.
En noviembre de 2012, regresó a Kedah FA para jugar en la Premier League de Malasia de 2013. Después de sólo una temporada con ellos, se unió a T-Team FC para la temporada 2014 de la misma competición.

## Clubes
| Club                     | País      | Año       |
| ------------------------ | --------- | --------- |
| Universidad de Chile     | Chile     | 1999-2001 |
| Deportes Temuco          | Chile     | 2002      |
| Universidad de Chile     | Chile     | 2003      |
| C.D. Numancia            | España    | 2004      |
| Unión San Felipe         | Chile     | 2004      |
| Estudiantes de Santander | México    | 2005      |
| Curicó Unido             | Chile     | 2006      |
| Kedah FA                 | Malasia   | 2006-2008 |
| Bangkok Glass            | Tailandia | 2009      |
| Home United FC           | Singapur  | 2010-2011 |
| Barnechea                | Chile     | 2012      |
| Kedah FA                 | Malasia   | 2013      |
| T-Team FC                | Malasia   | 2014      |

## Palmarés

### Títulos nacionales
| Título                 | Club                 | País      | Año     |
| ---------------------- | -------------------- | --------- | ------- |
| Primera División       | Universidad de Chile | Chile     | 2000    |
| Superliga              | Kedah FA             | Malasia   | 2006-07 |
| FA Cup de Malasia      | Kedah FA             | Malasia   | 2007    |
| Copa de Malasia        | Kedah FA             | Malasia   | 2007    |
| Superliga              | Kedah FA             | Malasia   | 2007-08 |
| FA Cup de Malasia      | Kedah FA             | Malasia   | 2008    |
| Copa de Malasia        | Kedah FA             | Malasia   | 2008    |
| Supercopa de Tailandia | Bangkok Glass        | Tailandia | 2009    |

### Distinciones individuales
| Premio                              | Año  |
| ----------------------------------- | ---- |
| Ahli Cemerlang Semangat Jerai (ASK) | 2008 |